# Seznam biskupů a arcibiskupů v Bordeaux
Seznam biskupů a arcibiskupů v Bordeaux zahrnuje všechny představitele diecéze v Bordeaux založené ve 4. století a povýšené roku 1131 na arcibiskupství.
- Oriental (314)
- svatý Delphin (380–404)
- svatý Amandus (404–410 a 420–432)
- svatý Severin z Kolína (410)
- Gallicien (od 451)
- Emile (od 475)
- Cyprien (485–511)
- Léonce I. starší (od 520)
- Léonce II. mladší (542–564)
- Bertrand (566 do cca 585)
- Gondégisile (589)
- Nicaise
- Arnegisile
- Antoine
- Fronton
- Verevulph
- Sicaire (816 do cca 825)
- Adelelme (829 do cca 848)
- Frotaire (860–876)
- Adelbert (od 940)
- Gottfried I. (od 982)
- Gombaud (od 989)
- Séguin (od 1000)
- Arnaud (1022)
- Islon de Saintes (1022–1026)
- Gottfried II. (1027–1043)
- Archambaud de Parthenay (1047–1059)
- Andron (1059)
- Joscelin de Parthenay (1060–1086)
- Amat d'Oloron (1088–1102)
- Arnaud Géraud de Cabanac (1103–1130)
- Gérard d'Angoulême (1131–1135) (první arcibiskup)
- Geoffroi du Louroux (1135–1158)
- Raimond de Mareuil (1158–1160)
- Hardouin (1160–1162)
- Bertrand de Montault (1162–1173)
- Guillaume I. Le Templier (1174–1187)
- Elias von Malmort (1188–1207)
- Guillaume II. Amanieu de Genève (1207–1227)
- Géraud de Malemort (1227–1261)
- Pierre de Roncevault (1262–1270)
- Simon de Rochechouart (1275–1280)
- Guillaume III. (1285–1287?)
- Henri de Genève (1289–1296)
- Boson de Salignac (1296–1300)
- Bertrand de Got (1300–1305)
- Arnaud de Canteloup (1305)
- Arnaud de Canteloup (1306–1332)
- Pierre de Luc (1332–1345)
- Amanieu de Cazes (1344–1348)
- Bernard de Cazes (1348–1351)
- Amanieu de La Mothe (1351–1360)
- Philippe de Chambarlhac (1360–1361)
- Hélie de Salignac (1361–1378)
- Guillaume IV. (1378–1379)
- Raimond Bernard de Roqueis (1380–1384)
- François de Benévent (1384–1389)
- François Hugotion de Aguzzoni (1389–1412)
- David de Montferrand (1414–1430)
- Pierre Berland (1430–1456)
- Blaise Régnier de Gréelle (1456–1467)
- Arthur de Montauban (1467–1478)
- André d'Espinay (1478–1500)
- Jean de Foix (1501–1529)
- Gabriel de Gramont (1529–1530)
- Charles de Gramont (1530–1544)
- Jean du Bellay (1544–1553)
- Jean de Montluc (1550)
- François de Mauny (1553–1558)
- Jean du Bellay (1558–1560)
- Antoine Prévost de Sansac (1560–1591)
- Jean Le Breton (1592–1599)
- François d'Escoubleau de Sourdis (1599–1628)
- Henri d'Escoubleau de Sourdis (1629–1645)
- Henry de Béthune (1646–1680)
- Louis d'Anglure de Bourlemont (1680–1697)
- Armand Bazin de Bezons (1698–1719)
- François Élie de Voyer de Paulmy d'Argenson (1719–1728)
- François Honoré de Casaubon de Maniban (1729–1743)
- L.-Jacques d'Audibert de Lussan (1734–1769)
- Ferdinand-Maximillien Mériadec de Rohan-Guéméné (1769–1781)
- Jerôme-Marie-Champion de Cicé (1781–1790, 1802)
- Pierre Pacareau (1791–1797) (ústavní biskup)
- Dominique Lacombe (1797–1801) (ústavní biskup)
- Charles-François d'Aviau Du Bois de Sanzay (1802–1826)
- Jean-Louis Anne Madelain Lefebvre de Cheverus (1826–1836)
- François-Auguste-Ferdinand Donnet (1836–1882)
- François de La Bouillerie (1872–1882) (koadjutor)
- Aimé-Victor-François Guilbert (1883–1889)
- Victor Lécot (1890–1908)
- Pierre-Paulin Andrieu (1909–1935)
- Maurice Feltin (1935–1949)
- Paul Richaud (1950–1968)
- Marius Maziers (1968–1989)
- Pierre Eyt (1989–2001)
- Jean-Pierre Ricard (2001–2019)
- Jean-Paul James (od 2019)